# Erzbistum Songea
Das Erzbistum Songea (lat.: Archidioecesis Songeana) ist eine in Tansania gelegene römisch-katholische Erzdiözese mit Sitz in Songea. 

## Geschichte
Das Erzbistum Songea wurde am 12. November 1913 durch Papst Pius X. aus Gebietsabtretungen des Apostolischen Vikariates Daressalam als Apostolische Präfektur Lindi errichtet und 1922 den Missionsbenediktinern von Uznach anvertraut. Am 15. Dezember 1927 wurde die Apostolische Präfektur Lindi durch Papst Pius XI. zur Abbatia nullius erhoben. Am 22. Dezember 1931 wurde die Territorialabtei Lindi in zwei Territorialabteien aufgeteilt: Die neugegründete Territorialabtei Ndanda und die in Territorialabtei Peramiho umbenannte Abtei Lindi. Am 16. Februar 1968 gab die Territorialabtei Peramiho Teile ihres Territoriums zur Gründung des Bistums Njombe ab. Die Territorialabtei Peramiho wurde am 6. Februar 1969 durch Papst Paul VI. mit der Päpstlichen Bulle Quod Sancta zur gewöhnlichen Abtei zurückgestuft und das Diözesegebiet dem neugegründeten Bistum Songea zugeschlagen. Einher ging die Verlegung des Bischofssitzes von Peramiho nach Songea. Das Bistum Songea wurde dem Erzbistum Daressalam als Suffraganbistum unterstellt. Am 22. Dezember 1986 gab das Bistum Songea Teile seines Territoriums zur Gründung des Bistums Mbinga ab.
Am 18. November 1987 wurde das Bistum Songea durch Papst Johannes Paul II. zum Erzbistum erhoben.

## Ordinarien

### Apostolische Präfekten von Lindi
- Willibrord Lay OSB, 1913–1922
- Gallus Steiger OSB, 1922–1927

### Äbte der Territorialabtei Lindi
- Gallus Steiger OSB, 1927–1931

### Äbte der Territorialabtei Peramiho
- Gallus Steiger OSB, 1931–1952
- Eberhard Spieß OSB, 1953–1969

### Bischöfe von Songea
- James Joseph Komba, 1969–1987

### Erzbischöfe von Songea
- James Joseph Komba, 1987–1992
- Norbert Wendelin Mtega, 1992–2013
- Damian Dalu, seit 2014